# Comité européen pour des systèmes interopérables
Le Comité européen pour des systèmes interopérables (en anglais, European Committee for Interoperable Systems ou ECIS) est une organisation sans but lucratif créée en 1989 pour la promotion de systèmes interopérables.

## Source
- (en) Cet article est partiellement ou en totalité issu de l’article de Wikipédia en anglais intitulé « European Committee for Interoperable Systems » (voir la liste des auteurs).